# Protoplasto

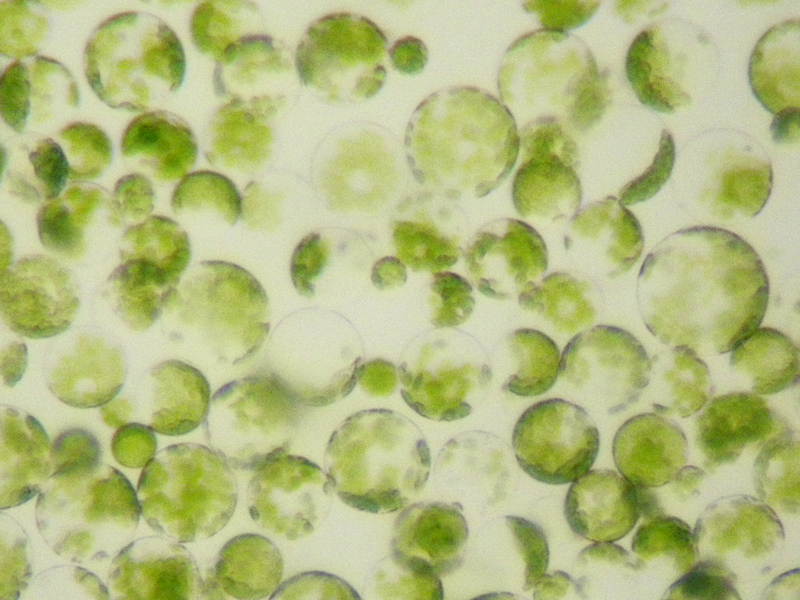
Protoplastos de células de uma folha de petúnia.

Protoplasto é, genericamente, toda região interna da célula, constituída pelo citoplasma e pelo núcleo.
As células vegetais encontram-se normalmente associadas às células envolventes por uma matriz de polissacarídeos complexos, que se encontram particularmente nos frutos. Esta matriz e a própria parede podem degradar-se através de mecanismos mecânicos ou enzimáticos, levando à formação do protoplasto. Ou seja, genericamente, denomina-se de protoplasto qualquer célula vegetal desprovida da sua parede celular.
Os protoplastos constituem um estado transitório da célula, obtido em laboratório. As células nesta condição, ou seja, desprovidas de parede celular, podem ser manipuladas como células animais e microrganismos, conservando as potencialidades da célula vegetal completa.
O recurso a enzimas para a degradação da parede celular iniciou-se posteriormente ao isolamento por processos mecânicos.
É importante não confundir protoplastos com esferoplastos. Estes referem-se a células cuja parede foi apenas parcialmente removida, e não totalmente, como acontece no caso dos protoplastos. No entanto, ambos são osmoticamente sensíveis e se forem transferidos para uma solução diluída sofrem lise devido ao influxo incontrolável de água.
No futuro estima-se já a possibilidade de produzir certas variedades de plantas a partir da manipulação de plantas haplóides, criadas com recurso às técnicas de micropropagação. Posteriormente, a fusão de protoplastos (da mesma espécie ou não) dá origem a células híbridas. Os protoplastos, depois de reconstituída a parede celular, podem crescer num meio de cultura, originar tecido caloso e daí criar uma nova planta transgênica, semelhante às plantas primordiais.
A regeneração a partir da fusão de protoplastos ainda apresenta alguns obstáculos, nomeadamente no que diz respeito à produção de plantas monocotiledôneas, como o milho, o trigo e o arroz. No entanto, em dicotiledôneas esta é já mais avançada.
Atualmente já se obtêm plantas a partir dos protoplastos tais como: a batateira, o milho, o tomateiro, a orquídea, a laranjeira, o limoeiro e o choupo.
Os protoplastos têm as seguintes aplicações:
- Podem ser cultivados in vitro e regenerar plantas completas;
- São utilizados na transformação genética de plantas, uma vez que a ausência de parede celular torna mais fácil a introdução de DNA estranho;
- São utilizados na obtenção de plantas híbridas, por fusão de protoplastos em cultura;
- São usados em estudos de biologia celular, particularmente de organelos celulares e de biossíntese da parede celular.